# Jonas Sandwall (skarprättare)
Jonas Sandwall var en svensk skarprättare som den 12 november 1794 avrättade Karin Nilsdotter från Bökemåla i Åryds socken i Blekinge, för giftmord på sin make Per Jonsson, född 4 februari 1744. Avrättningen ägde rum på Asarums avrättningsplats, varefter kroppen brändes på bål.